# Денверский сэндвич
Денверский сэндвич (англ. Denver sandwich, также Western sandwich, Западный сэндвич) состоит из денверского омлета (ветчина, лук, зелёный перец и яичница-болтунья), помещённого между двумя ломтиками поджаренного хлеба или тоста.
Происхождение сэндвича неясно. По одной теории сэндвич придумали пионеры дикого Запада, чтобы замаскировать вкус подпорченных яиц. Для этого их взбивали с луком и приправами, которые были под рукой. По другой теории повара на фургонах придумали этот перекус, чтобы его можно было возить ковбоям в седельных сумках.
Также его изобретение приписывают разным людям, включая ресторатора из Денвера Альберта А. Маквитти в 1907 году и доктора медицины Луни, также из Денвера, в том же году. Есть также утверждение, что «денверский сэндвич» был изобретен в денверском отеле Tabor, но упоминания о нем в газетах появились раньше, чем эти якобы авторы.
Еще в 1908 году он был известен как «Западный сэндвич», о чем писалось в газете Сан-Антонио. «Манхэттенский сэндвич» (описанный в 1909 году) был похож на него тем, что содержал жареное яйцо, рубленую ветчину и лук.
Кулинарные писатели Джеймс Бирд и Эван Джонс считали, что денверский или западный сэндвич на самом деле был создан ранее «китайскими поварами, которые готовили для лесозаготовительных и железнодорожных бригад в XIX и начале XX веков» и, вероятно, был получен как американский вариант китайского омлета с овощами foo Young.